# 紀元前74年
紀元前74年（きげんぜん74ねん）は、ローマ暦の年である。

## 他の紀年法
- 干支 : 丁未
- 日本
  - 崇神天皇24年
  - 皇紀587年
- 中国
  - 前漢 : 元平元年
- 朝鮮
  - 檀紀2260年
- 仏滅紀元 : 470年
- ユダヤ暦 : 3687年 - 3688年

## できごと

### ローマ
- ビテュニア最後の王ニコメデス4世が遺言で元老院に王国を譲った。
- キュジコスの戦いで、ルキウス・リキニウス・ルクッルスに率いられたローマ軍がポントスのミトリダテス6世の軍を破った。
- クィントゥス・オピミウスが権力の乱用で起訴され、有罪判決を受けた。
- キュレネがローマ帝国の属州となった。

### スペイン
- パンプローナが建設された。

## 誕生
・元帝、前漢の第11代皇帝（* 紀元前33年）

## 死去
- ニコメデス4世、ビテュニア王国の王
- 昭帝、前漢の第8代皇帝（* 紀元前94年）